# Pfarrhof (Dünzelbach)

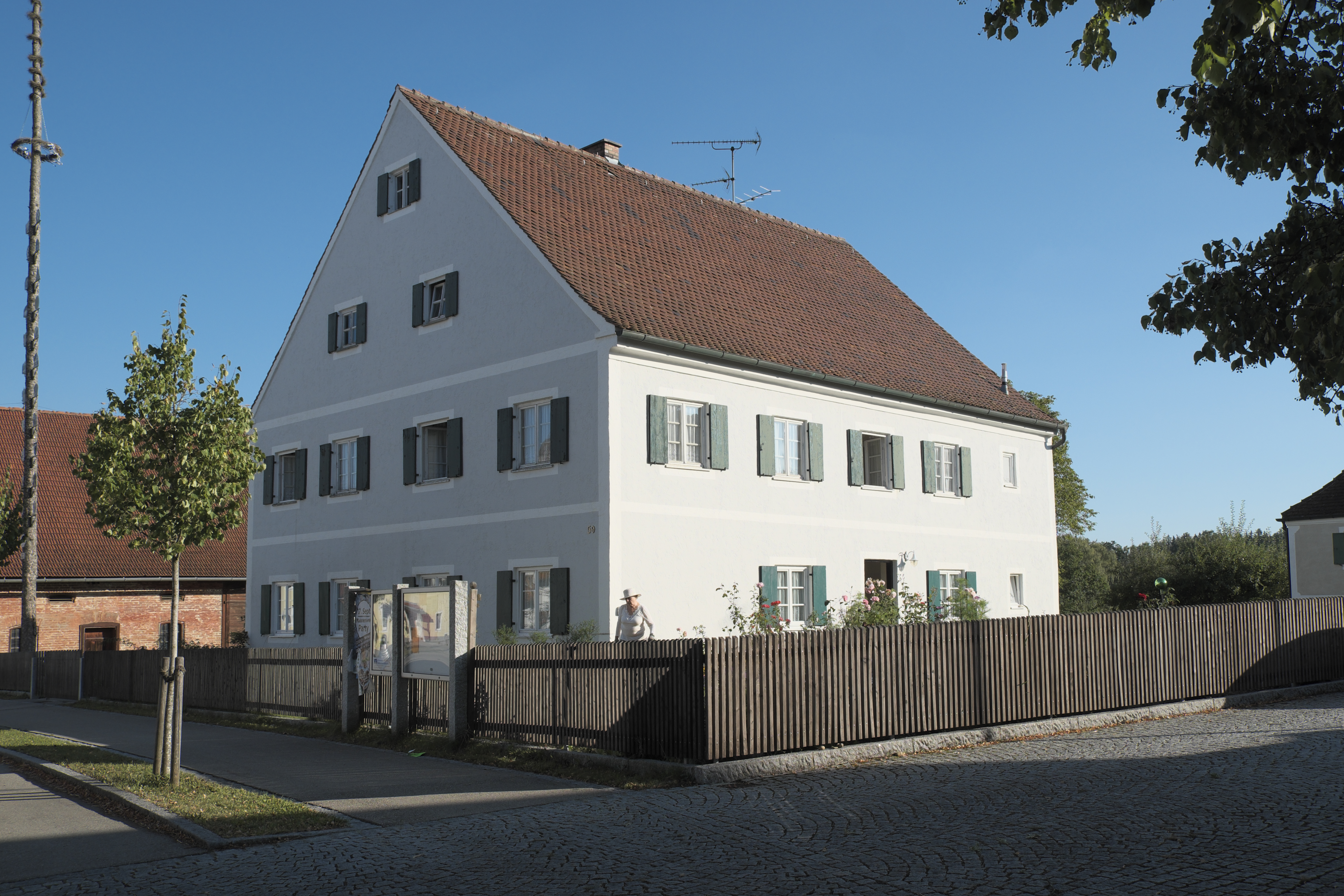
Pfarrhaus in Dünzelbach

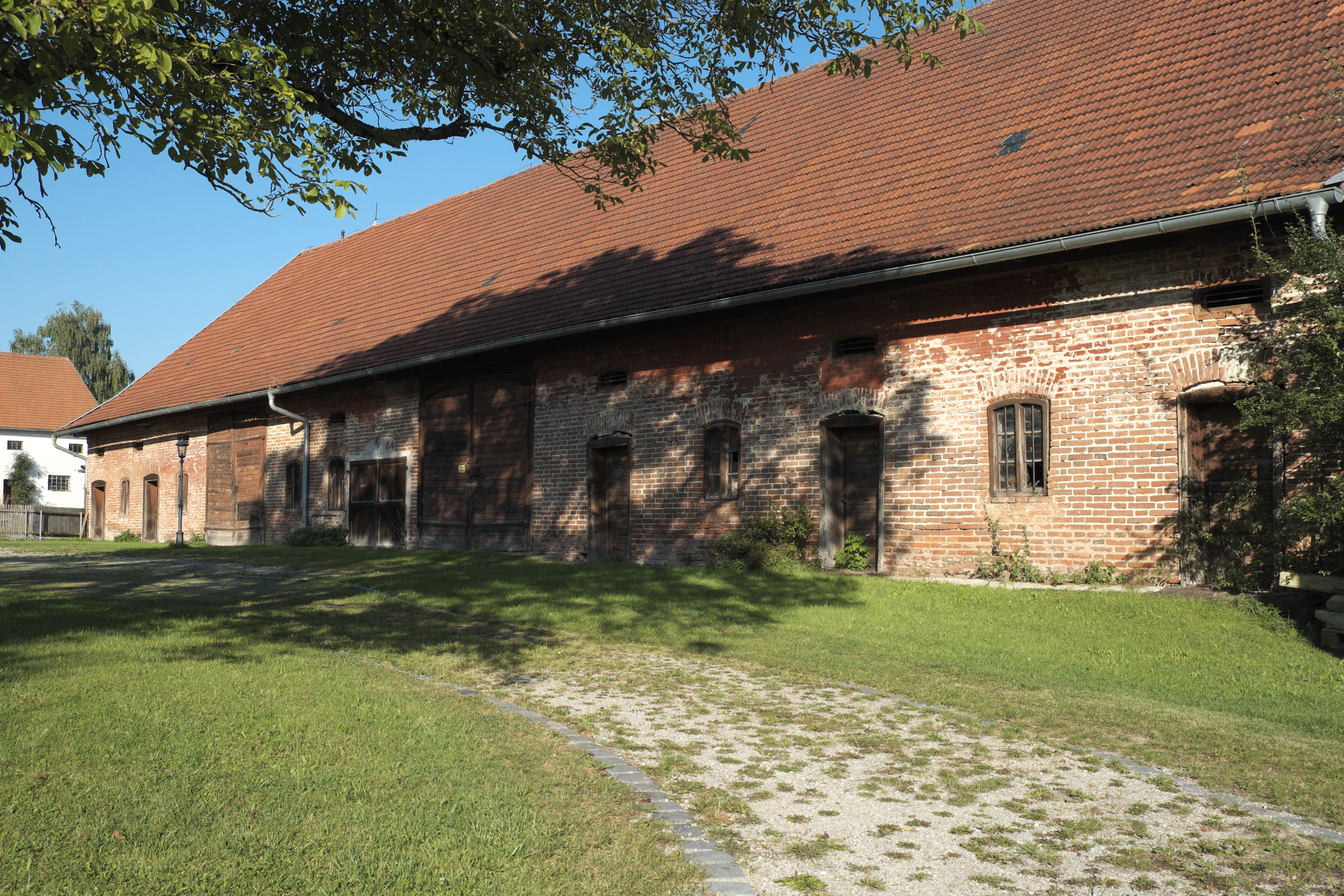
Pfarrstadel

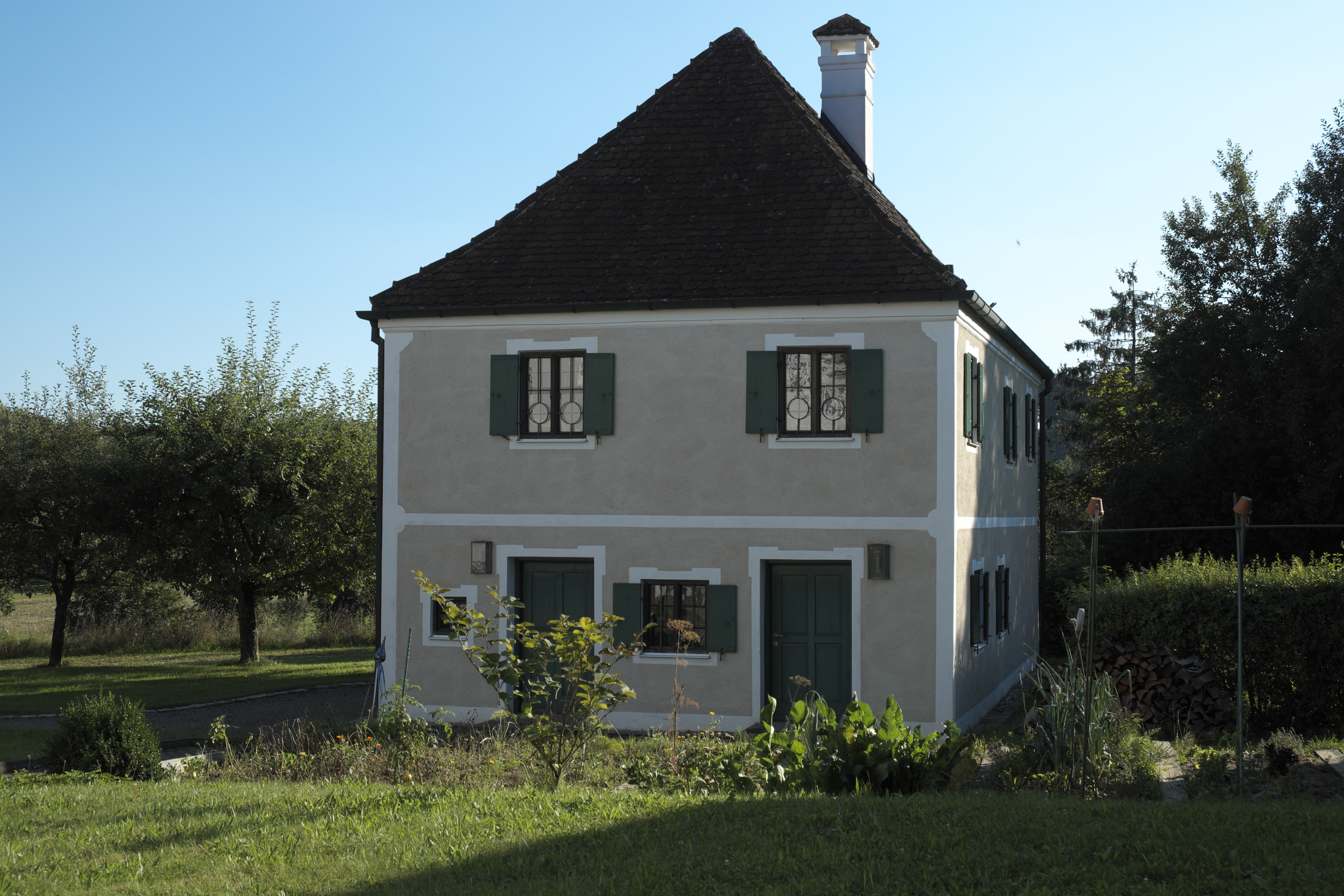
Nebengebäude

Der Pfarrhof in Dünzelbach, einem Gemeindeteil von Moorenweis im Landkreis Fürstenfeldbruck, wurde im 18./19. Jahrhundert errichtet. Das Bauensemble, neben der katholischen Pfarrkirche St. Nikolaus, mit der Adresse Dünzelbach 83 ist ein geschütztes Baudenkmal.

## Beschreibung
Das ehemalige Pfarrhaus aus dem Jahr 1822 ist ein zweigeschossiger Satteldachbau mit Putzgliederung und vier zu vier Fensterachsen. 
Das Nebengebäude, ein zweigeschossiger kubischer Walmdachbau mit spätbarockem Zierputz, wurde 1799 errichtet. 
Der ehemalige Pfarrstadel ist ein langgestreckter Ziegelbau mit Satteldach und illusionistischer Ziegelmalerei aus dem dritten Viertel des 19. Jahrhunderts.